# Kirisute gomen
Kirisute gomen (切捨御免,  „permisiune de a tăia și abandona”?), numit și bureiuchi (無礼討?) era un privilegiu pe care îl aveau samuraii în era Edo: puteau să ucidă membri ai claselor inferioare (țărani și orășeni- care erau de obicei meșteșugari sau comercianți) în cazul unei provocări serioase, mai ales în chestiuni de onoare. Cei ce abuzau de acest privilegiu erau pedepsiți.
Printre acțiunile care erau considerate „provocări” erau: ciocnitul cu un samurai, atingerea sabiei sau a umbrelei samuraiului, neacordarea priorității de trecere unui samurai, traversarea drumului prin fața alaiului unui domn feudal, șederea pe un loc mai înalt decât un samurai. Dacă aceste acțiuni nu erau imediat urmate de scuze, samuraiul se putea folosi de privilegiul de a omorâ fără să fie pedepsit.
După incident, samuraiul era obligat era să raporteze imediat autorităților moartea adversarului, după care trebuia să nu-și părăsească domiciliul o perioadă de timp stabilită de autorități (care era de cel puțin 20 de zile), sabia era confiscată temporar ca probă la dosar, iar samuraiul trebuia să prezinte un martor. Dacă samuraiul nu putea prezenta un martor sau dacă omorul nu era clasificat ca și kirisute gomen, samuraiul era pedepsit. Pedeapsa putea consta în cazuri extreme în obligația de a face harachiri.